# Manuel Escobar
Pour les articles homonymes, voir Escobar.
Manuel Escobar, né le 18 octobre 1984 à San Juan de Los Morros, est un grimpeur vénézuélien.

## Palmarès

### Championnats du monde
- 2007 à Avilés,  Espagne
  -  Médaille d'argent en vitesse

### Championnats panaméricains
- 2012
  -  Médaille d'or en bloc
  -  Médaille d'or en vitesse
  -  Médaille de bronze en bloc
- 2010
  -  Médaille d'argent en vitesse
  -  Médaille de bronze en bloc